# Konstanty Podbielski
Konstanty Podbielski (ur. 1824 w Gumowie, zm. 1886 Obwód jakucki) – działacz socjalistyczny I Proletariatu, cieśla.
Pochodził z rodziny drobnoszlacheckiej, rodzice Paweł i Karolina podawali się za chłopstwo. Wychowywał się u wuja, który był ekonomem we wsi Jedwabno. Przeszedł powierzchowną edukację domową, potrafił czytać tylko drukowane litery. Nie zdobył też żadnego zawodu, do czasu ożenku był nadzorcą folwarcznym. Później osiadł w Warszawie i pracował jako pomocnik cieśli. W działalność proletariacką został zaangażowany przez Zygmunta Poznańskiego, w jego domu Poznański organizował zebrania kółek socjalistycznych. Podbielski pełnił funkcję agitatora, był ateistą i swój sposób głoszenia haseł socjalistycznych opierał na podważaniu wiary katolickiej. Miejscem jego działania były okolice Grójca. Aresztowany 1883 przez żandarmerię został osadzony za szerzenie propagandy socjalistycznej. Podczas śledztwa nie przyznał się do winy, zdradziła go żona. Podczas przesłuchania przyznała, że przywoziła mu z Warszawy tajne druki. W 1885 roku został skazany na pięć lat zesłania, zmarł rok później.